# Tsuga dumosa
Tsuga dumosa, la tsuga del Himalaya, (en chino Yunnan Tieshan 云南铁杉 / 雲南鐵杉 / Yúnnán tiěshān) es una especie arbórea perteneciente a la familia de las Pináceas. Esta conífera es originaria del este del Himalaya. Aparece en partes de India, Birmania, Vietnam, Tíbet y China. Dentro de su área de distribución originaria se usa para la construcción así como para mobiliario. En Europa y Norteamérica, se encuentra ocasionalmente como una especie ornamental y fue llevada por vez primera al Reino Unido en 1838.
La tsuga del Himalaya es un árbol que crece hasta 20-25 metros de alto y excepcionalmente hasta 40 m. El diámetro tiene típicamente 40-50 cm, pero puede sobrepasar el metro. La corona en los árboles pequeños es ovoide y su forma es como la de los arbustos colgantes. Los árboles más viejos tienden a tener múltiples ramas de uno o dos boles sinuosos, especialmente en cultivo. La corona de los árboles maduros es ancha, piramidal irregular y abierto. La corteza es parecida a la de un alerce antiguo: algo rosáceo a marrón grisáceo y con intensas crestas con fisuras escamosas, poco profundas y anchas. Las ramas son oblicuas u horizontales. Las ramillas son de marrón rojizo o amarillo grisáceao en su primer año y son pubescentes, esto es, cubiertos con vellos cortos. Las ramas que tienen 2-3 años de antigüedad son marrón grisáceo o gris oscuro con heridas de hoja. La madera del árbol es de color amarillo pardusco con una fina estructura y venas estrechas.
Las hojas están dispuestas en espiral, apuntando hacia delante sobre las ramas y colocadas a distancia una de otra en comparación con otras especies en el género Tsuga. Son de forma lineal y una longitud de 10-25 mm por 2 a 2,5 mm de ancho. Los extremos son obtusos o redondeados. La superficie superior de las hojas es verde y brillante, mientras que las partes bajas tienen dos bandas estomatales plateadas anchas. La mitad superior de las hojas usualmente tienen pequeños dientes en los márgenes, esto es los márgenes raramente están enteros.